# 特賴恩灣
68°25′S 78°25′E / 68.417°S 78.417°E
特賴恩灣，是南極洲的海灣，位於伊利沙伯女皇地，處於朗格內斯半島北部，挪威製圖師根據該國拍攝的空中照片繪入地圖，現時由南極條約體系管理。